# Victor Bailey Jr.
Victor Lamont Bailey Jr. (Austin, Texas; 28 de septiembre de 1998) es un baloncestista estadounidense que pertenece a la plantilla del Niners Chemnitz de la Basketball Bundesliga alemana. Con 1,93 metros de estatura, juega en la posición de escolta. Es hijo de la medallista olímpica en 400 metros vallas Tonja Buford-Bailey.

## Trayectoria deportiva

### Universidad
Jugó dos temporadas con los Ducks de la Universidad de Oregón, en las que promedió 7,0 puntos y 1,9 rebotes por partido. Al término de su segunda temporada entró en el portal de transferencias de la NCAA, y acabó en los Volunteers de la Universidad de Tennessee. Allí jugó dos temporadas más, promediando 6,2 puntos, 1,4 rebotes y 1,0 asistencias por partido.
En 2022 entró nuevamente en el portal de transferencias, y recaló en los Patriots de la Universidad George Mason. Jugó una temporada, en la que promedió 11,8 puntos y 3,2 rebotes por encuentro.

### Profesional
Tras no ser elegido en el Draft de la NBA de 2023, el 16 de mayo firmó su primer contrato profesional con el equipo belga del Leuven Bears de la BNXT League. Tras disputar solo doce partidos, en los que promedió 9,7 puntos y 1,7 rebotes, vio su contrato rescindido en el mes de diciembre.
En enero de 2024 firmó con el PS Karlsruhe Lions de la ProA alemana hasta final de la temporada. Promedió 13,3 puntos y 2,0 rebotes por partido, consiguiendo el campeonato y el ascenso a la Basketball Bundesliga, y siendo además elegido MVP de las Finales.
El 31 de julio de 2024 firmó con el Joensuun Kataja de la Korisliiga finlandesa, pero a finales de septiembre abandonó el club y fichó por el Niners Chemnitz de la Basketball Bundesliga alemana.